# Phallomycetidae
Phallomycetidae K. Hosaka, Castellano & Spatafora – podklasa grzybów należąca do klasy pieczarniaków (Agaricomycetes).

## Systematyka
Według aktualizowanej klasyfikacji Index Fungorum bazującej na Dictionary of the Fungi do podklasy Phallomycetidae należą:
- rząd Geastrales K. Hosaka & Castellano 2007 – gwiazdoszowce
- rząd Gomphales Jülich 1981 – siatkoblaszkowce
- rząd Hysterangiales K. Hosaka & Castellano 2007
- rząd Phallales E. Fisch. 1898 – sromotnikowce[2].

Nazwy naukowe według Index Fungorum, nazwy polskie na podstawie pracy W. Wojewody.